# Narada

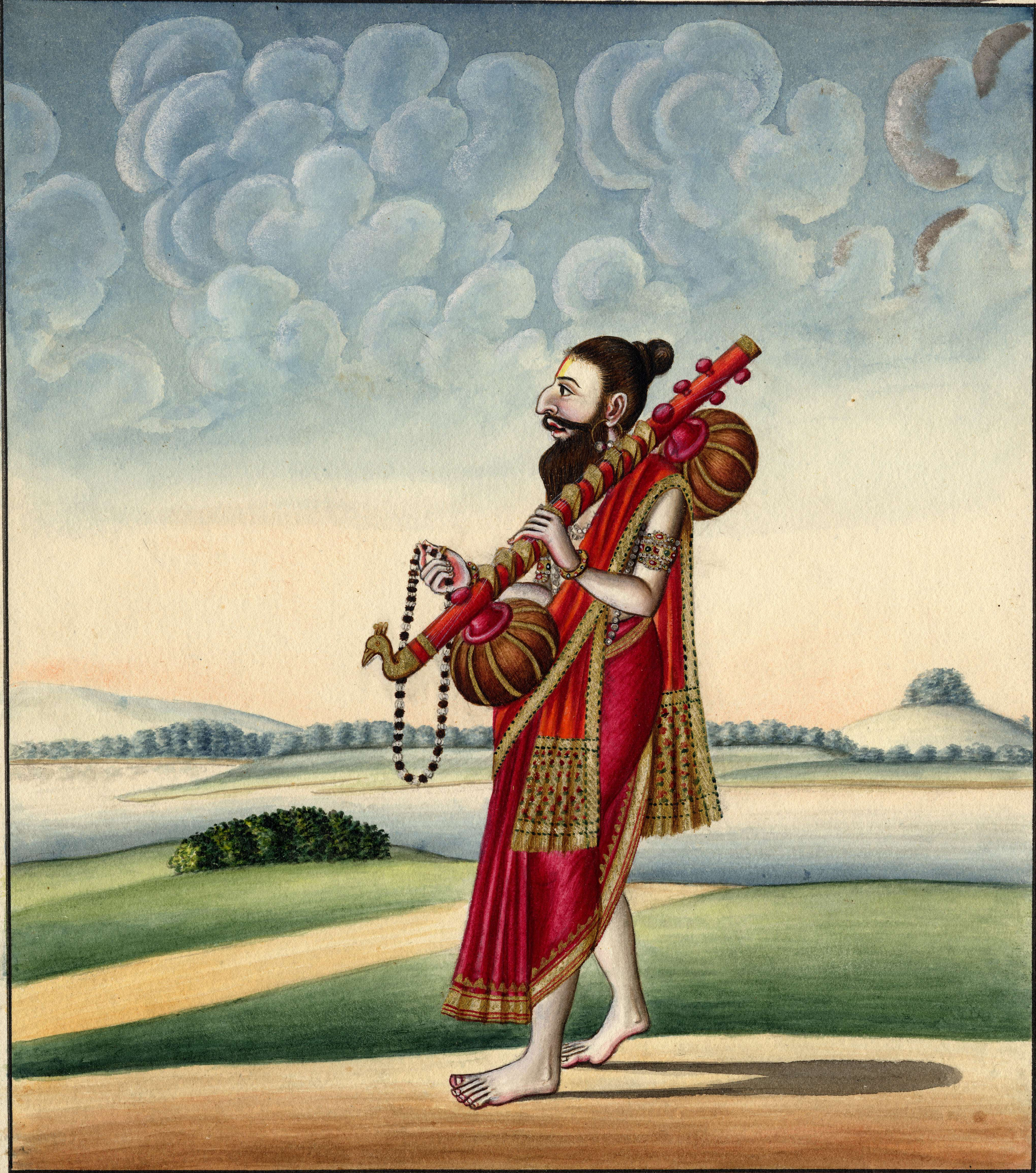
Möglicherweise Narada mit einer vina. Nordindische Miniatur vom Anfang des 19. Jahrhunderts

Narada (Sanskrit नारद, Nārada, m.) ist im Hinduismus ein mythischer Weiser. Er zählt zu den sieben großen Rishis und zu den Prajapatis.

## Wirkungskreis
Als Naradas Vater werden entweder der Gott Brahma oder der Weise Kashyapa angegeben, nach der Bhagavatapurana entstand er aus den Gedanken von Hari. Er verkehrt zwischen den Göttern und Menschen und gilt deshalb als Götterbote. Er war der mythische Erfinder der vina, dem Begriff für die ältesten Saiteninstrumente, und ist der Herr der Gandharven, den himmlischen Musikanten. Dargestellt wird er mit einer vina oder tanpura, ansonsten mit einer Klapper kartal.

## Vishnuismus
Bei den Vaishnavas wird Narada zu den kleineren Avatara von Vishnu gerechnet und spielt als Freund von Krishna eine besondere Rolle. Zudem gilt er auch als Verkünder des Bhakti-Yoga. Nach der Nāradapāñcarātra forderte Brahma seinen Sohn Narada auf, eine Frau zu ehelichen. Dieser schalt jedoch seinen Vater als schlechten Berater, stehe doch die Liebe zu Krishna über allem.